# シナモン・ラブ
シナモン・ラブ（Sinnamon Love、1973年12月31日 - ）は、アフリカ系アメリカ人のポルノ女優・フェティッシュモデル・グラマーモデル。

## 来歴

### 前半生
彼女はミシガン州フリントで育ち、私立学校とマグネット・スクールに通った。15歳の時にカリフォルニア州ロサンゼルスに転居し、高校を卒業した。彼女はサンタモニカカレッジの学生であった時に結婚しているが、2人の娘を出産した後に離婚した。彼女には更にもう1人の子供がいる。

### ポルノ映画
ラブは1990年代の初めにポルノ映画デビューを果たし、以来約200本の映画に出演した。彼女は映画『My Black Ass 4』の監督を務めている。この作品は2001年度AVNアワードの最優秀エスニックテーマ・ビデオと最優秀アナルセックスシーン（ビデオ部門 - 当該シーンには自ら出演している）にノミネートされた。

### スクリーン外
1995年にテレビトーク番組『ザ・ジェリー・スプリンガーショー (The Jerry Springer Show)』に出演した。2003年にはヒップホップとポルノグラフィの雑誌「Fish 'N Grits」創刊号の表紙をヒップホップ・ミュージックのスター、レッドマンと共に飾っている。2008年にはPrimeTimeUncensored.comの『Fetish at Night 』の共同司会者を務めた。
彼女は卵巣癌を乗り越えたが、卵巣と卵管を摘出している。彼女の趣味は料理やボードゲームなどである。

## 受賞歴
- 2009年 - アーバンXアワード殿堂[11]
- 2011年 - AVN殿堂